# Школа № 190 (Київ)
Київська школа № 190 — середня загальноосвітня школа I—III ступенів у Деснянському районі міста Києва

## Історія
Київська школа № 190, побудована за типовим проєктом 2-02-964у і відкрита у 1968 році, була другою відкритою школою на Лісовому масиві, тоді ці квартали називалися «Водопарк».

## Викладацький колектив
Викладацький колектив школи налічує 59 педагогів, значна частина з них працює в школі понад 30 років: Воропаєва О. І., Загорулько Л. М., Калатін В. В., Кравченко Л. С., Кліманова С. Я., Лемещенко М. А., Малішевська В. Я., Мартинець Л. Л., Михайлова Н. М., Рустамова Л. М., Павлова Л. Ю.
64 відсотків вчителів — це вчителі-методисти, старші і вчителі вищої категорії.
10 вчителів школи мають звання «Відмінник освіти України», 6 — нагороджені Почесною Грамотою Міністерства освіти і науки України.
Педагогічний колектив школи № 190 — активний учасник районних та міських семінарів, конференцій, виставок та конкурсів. Методичні комісії школи беруть участь у всіх заходах, що проводяться на рівні району та міста, а також, діляться досвідом роботи з колегами.
Зокрема, у жовтні 2011 року, на базі школи відбувся семінар з міжнародного співробітництва «Я — українець, я — європеєць», а у грудні 2012 року — районний семінар для вчителів німецької мови за участю видавництва «Hueber».
У серпні 2012 року в школі проходив семінар-практикум керівників навчальних закладів Вінницької області.

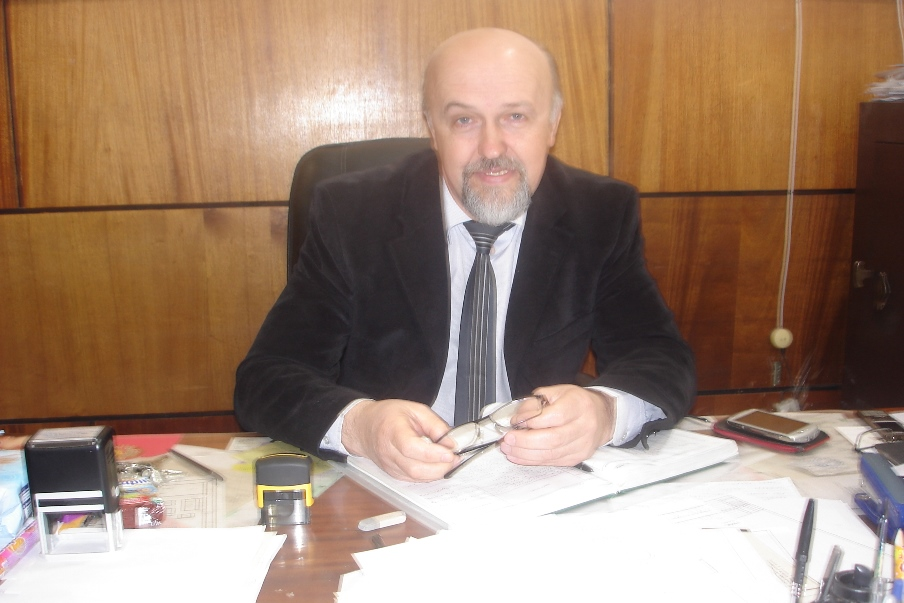
Директор середньої загальноосвітньої школи № 190 м. Києва Микола Андрійович Мартинець

## Навчальний процес
Навчання у школі проводиться українською мовою.
Навчання в школі відбувається в одну зміну. Уроки починаються о 8.30 ранку.
У перший клас щороку набирають учнів в три паралельні перші класи, після отримання неповносередньої освіти (9 класу) частина учнів переходить навчатися в професійні училища, гімназії — для завершення середньої освіти в школі 190 залишаються два парелельні класи.
Загалом у 28 класах навчаються (основний контингент) — близько 750 учнів. Крім цього, 250—300 учнів, які набираються з жителів всього Деснянського району, щороку одержують у приміщенні школи № 190 професійну освіту.
Іноземну мову в школі починають вивчати з першого класу: англійську або німецьку — за вибором батьків. З 5 класу всі учні вивчають уже обидві мови — у школі існує необхідна кількість спеціалізовано обладнаних класних приміщень.
Бажаючі учні можуть також  факультативно вивчати російську мову.
З 10 класу учні уже можуть обрати навчання за профільним спрямуванням (існують мультипрофільні класи): Фізико-математичний, суспільно-гуманітарний (історичний), технологічний, інформаційно-технологічний.
Учні 190-ї школи, крім загальної освіти, отримують професійну: в школі, єдиній у Деснянському районі, готують секретарів-стенографісток (помічників керівників), а також водіїв категорій В і С.
Школа співпрацює з Національним авіаційним університетом, Київським національним торгово-економічним університетом, має ліцензію МВС на підготовку водіїв, яка оновлюється кожні 5 років. У 2012 році запрацював автодром школи, який допомагає учням досконало оволодіти навичками керування вантажними та легковими автомобілями.

Зміна поколінь: На основному фото (2010) випускник школи № 190 з першокласником. На вмонтованому фото, цей же випускник, коли сам був першокласником.

Усі кабінети школи обладнані комп'ютерами, телевізорами, іншою технікою, яка допомагає зробити навчально-виховний процес цікавим, продуктивним, творчим.

## Охорона
Завдяки системі відеоспостереження, введеній у дію у 2010 році, тримається під контролем кожен куточок шкільного приміщення і шкільного подвір'я. Це дало змогу забезпечити додаткову охорону закладу та покращити дисципліну.

## Спорт, відпочинок
У школі № 190 гарні умови створено не тільки для навчання, а й для відпочинку учнів.
У внутрішньому дворі школи та коридорах обладнані спеціальні ігрові місця, місця для відпочинку, спортивний куточок, де учні на перервах, після уроків або під час перебування у групах подовженого навчального дня можуть і відпочити, і пограти, і зміцнити своє здоров'я.
Крім того, вже протягом 20 років, працює зал атлетичної гімнастики, у якому із задоволенням займаються учні старших класів.
У школи є свій стадіон, баскетбольний майданчик.
У школі працюють такі гуртки: туристичний, хоровий, господарочка, юний пожежник, оздоровча гімнастика, сучасна аеробіка, військово-патріотичне об'єднання, футбол, легка атлетика, ділове українське мовлення, умілі руки, юний велосипедист, основи інформатики, КВН, хореографія, юний біолог та екологічний.

Центральний в'їзд на територію школи
Внутрішній двір
Майстерні
Навчальний корпус
Фрагмент шкільного автодрому
Стадіон
Баскетбольний майданчик

## Спортивні змагання, олімпіади, конкурси, ЗНО
Учні школи беруть активну участь у районних та міських олімпіадах (імені Петра Яцика, «Соняшник» та ін.), з української мови, біології, математики, фізики — щорічно займають призові місця.
Футбольна команда школи багаторазовий переможець районних та міських змагань.
Команда «21-й кабінет» переможець районних змагань КВН, призер міських змагань КВН «Школа жартів».
Команда «Крутий поворот», у складі учнів 8—10-х класів — багаторазовий переможець районних та міських змагань загонів юних інспекторів руху (ЮІР). У вересні 2012 року вони представляли місто Київ на 36-му Всеукраїнському зльоті команд ЮІР у міжнародному дитячому центрі «Артек», де увійшли до десятки найкращих команд України.
За результатами Зовнішнього незалежного оцінювання випускників загальноосвітніх закладів міста у школи № 190 достатньо високі показники з різних предметів — 70—80 % випускників школи вступають у вищі навчальні заклади на бюджетне навчання.

## Останній шкільний дзвінок у 2014 році в Київській школі № 190

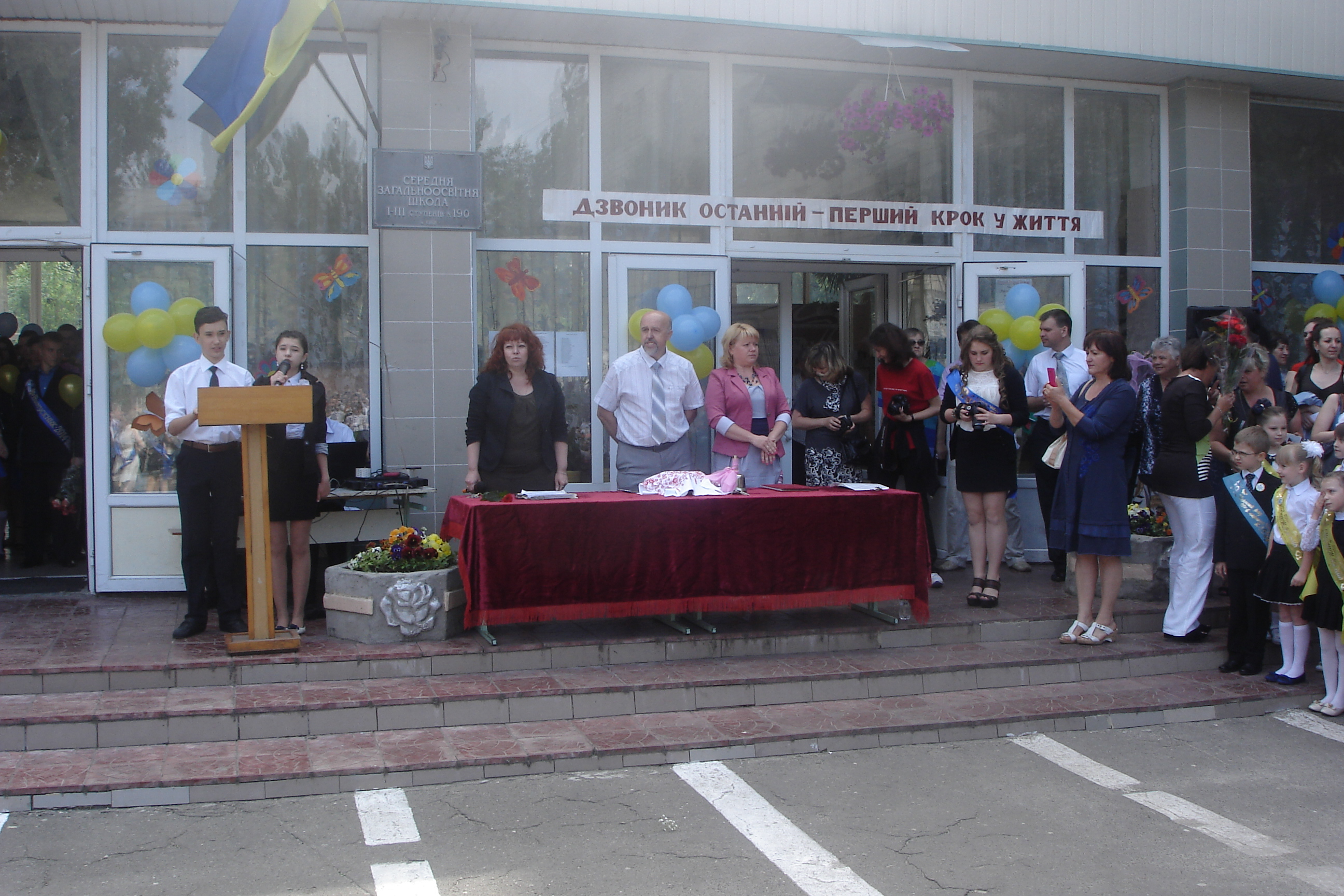
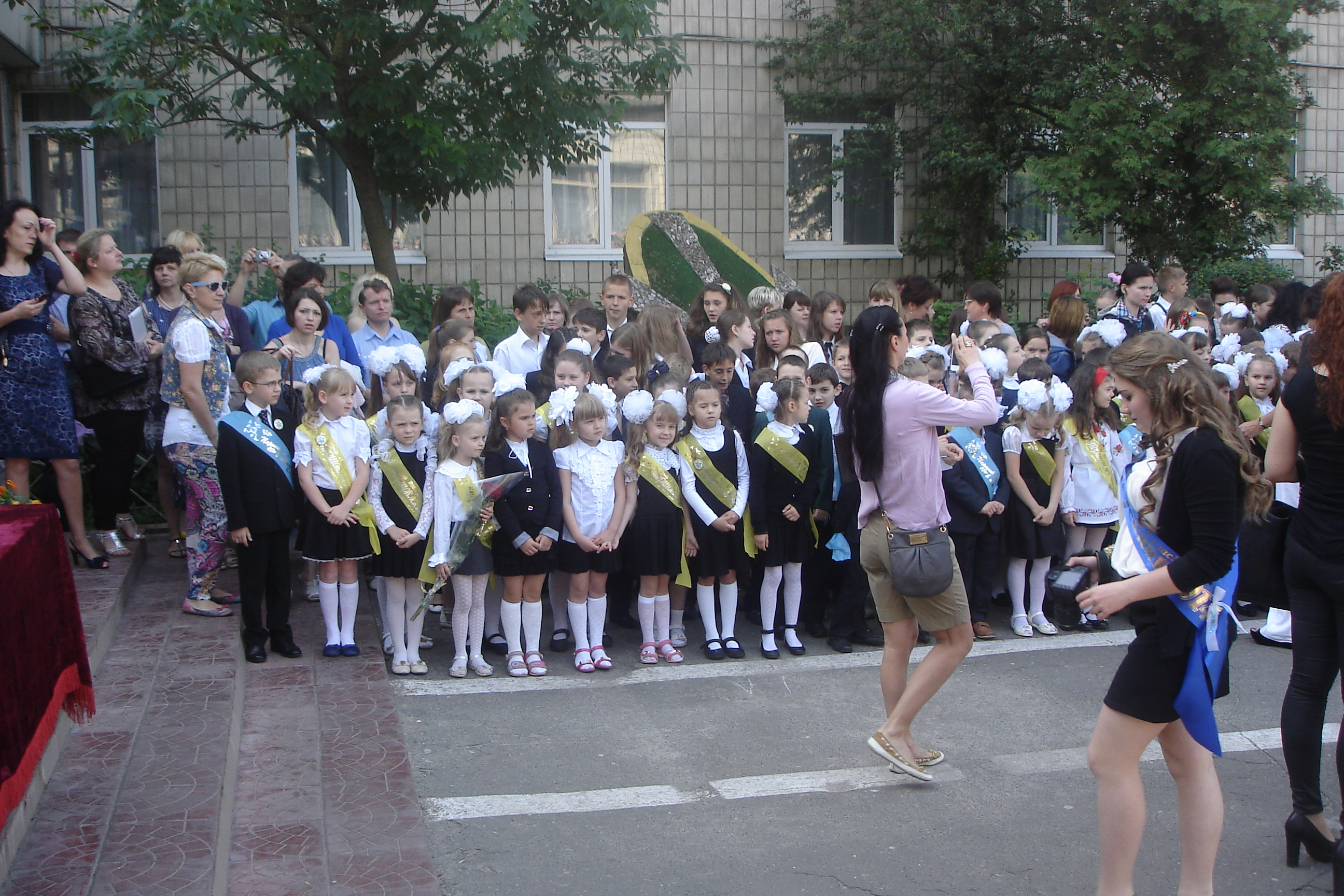
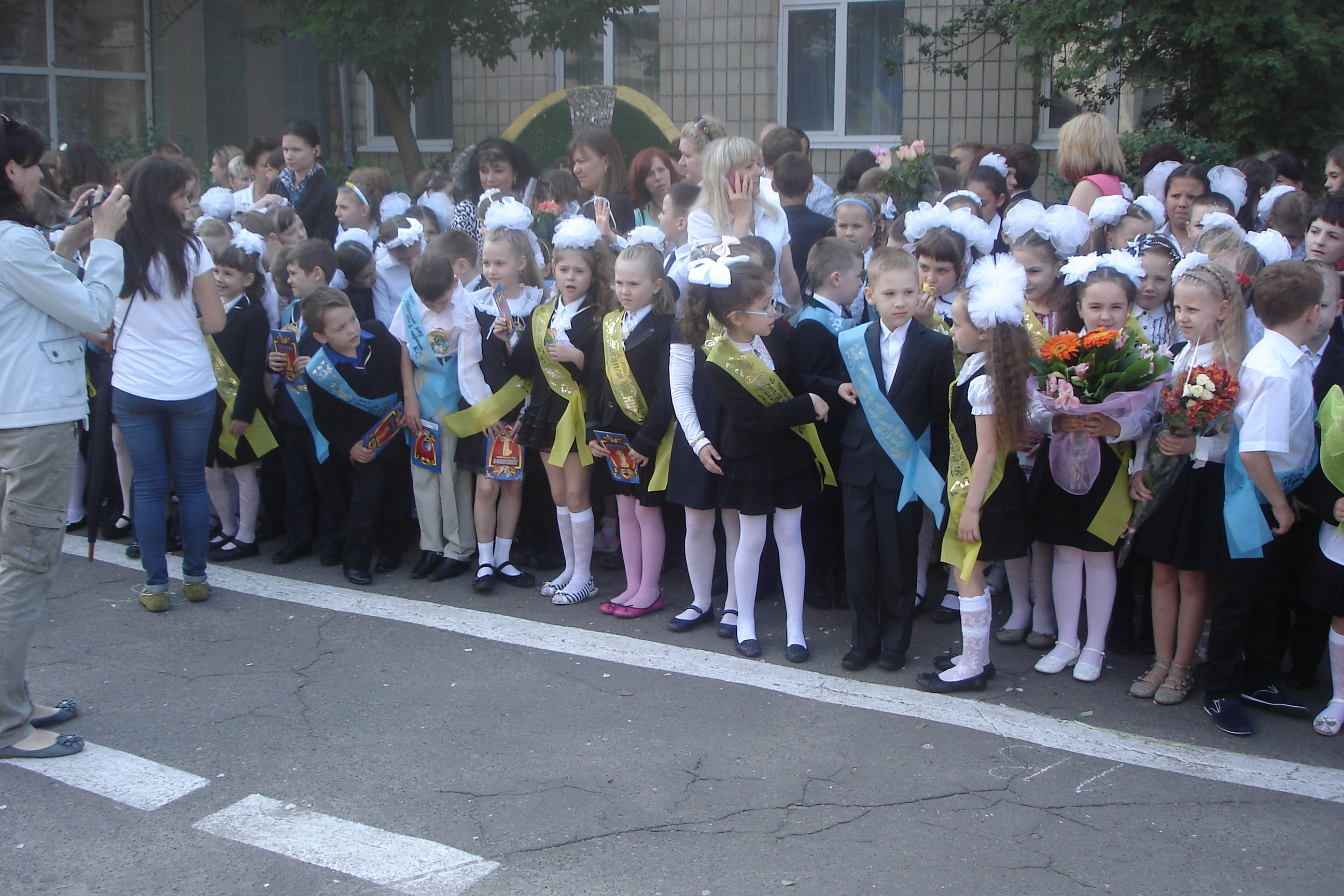
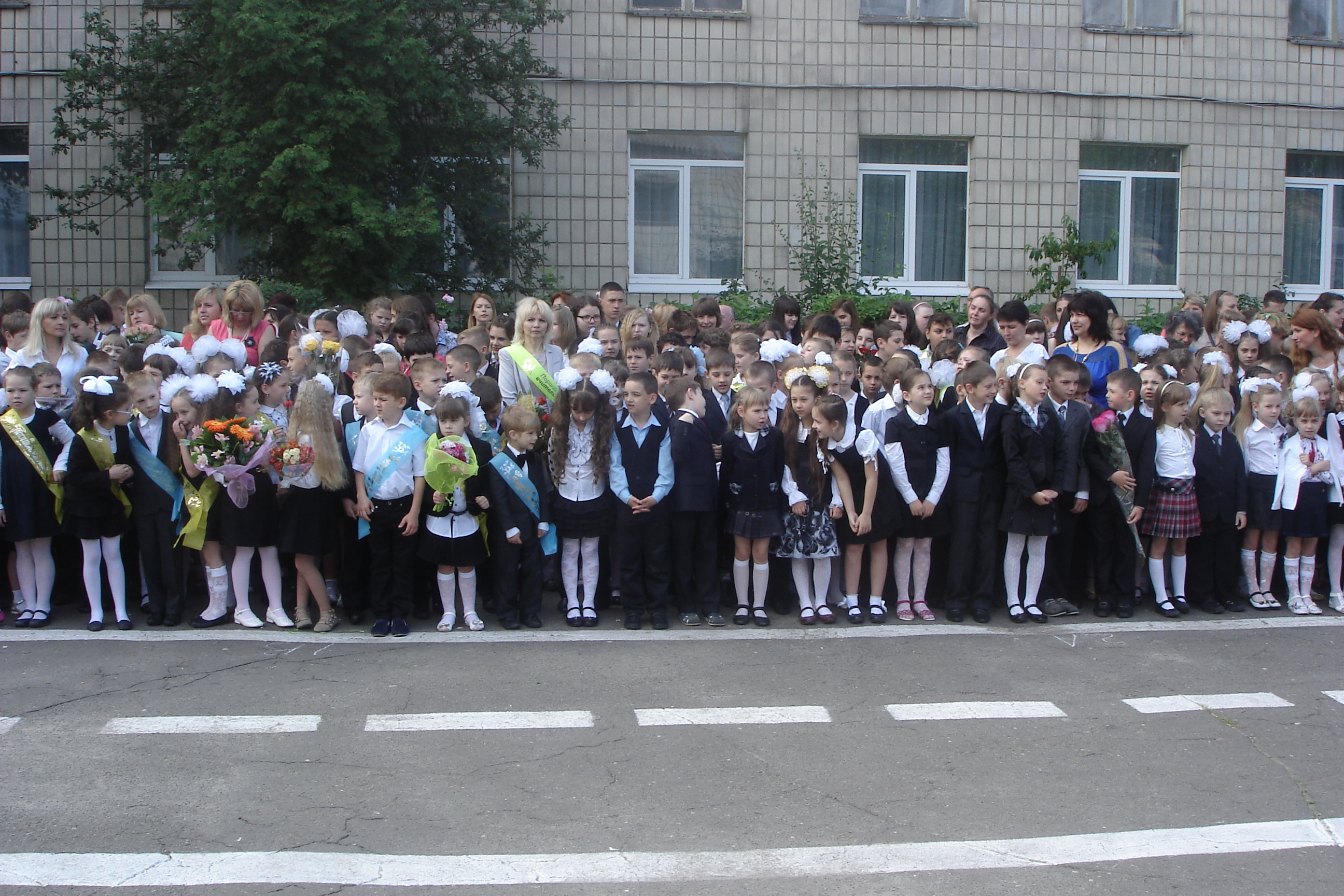
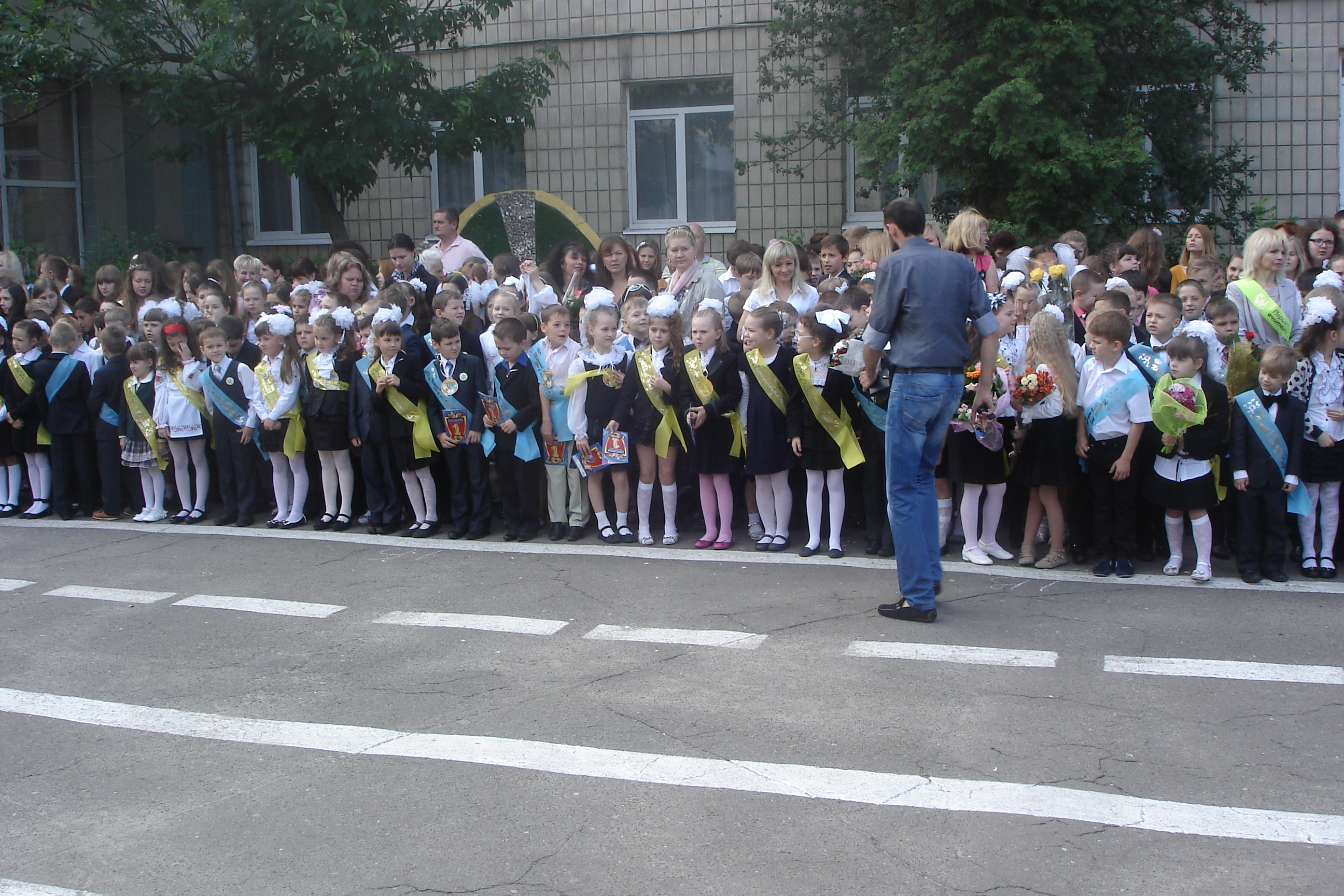
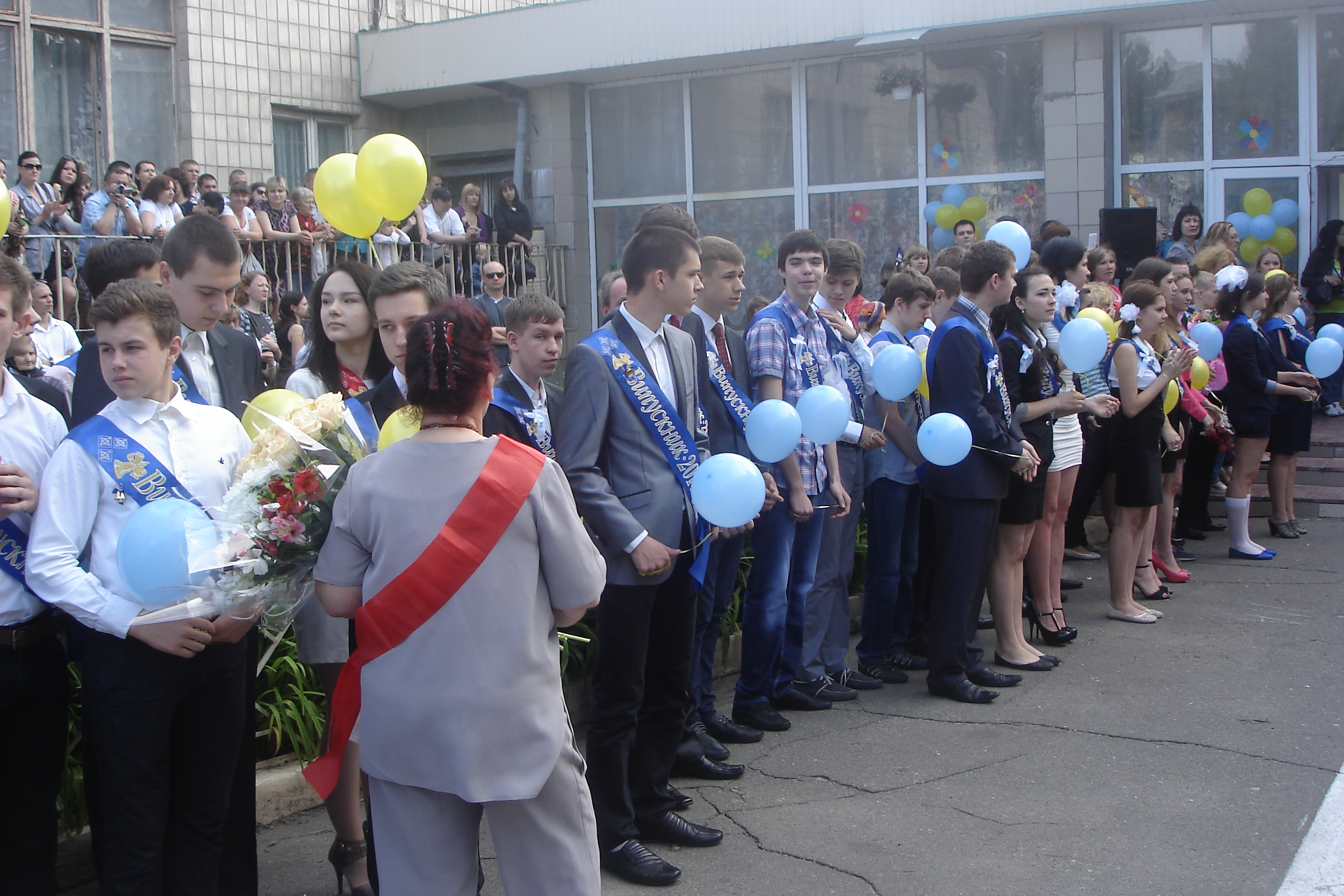
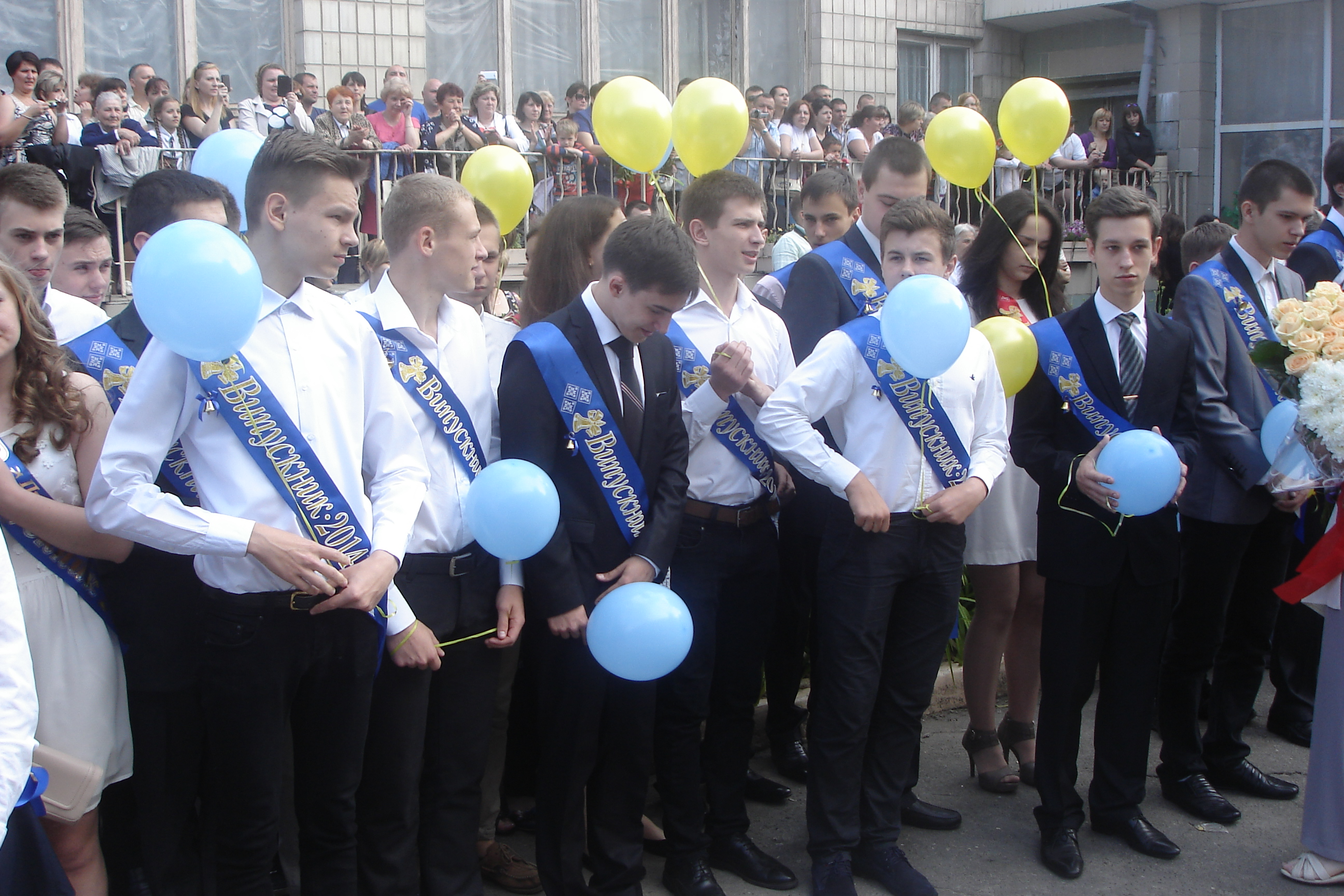
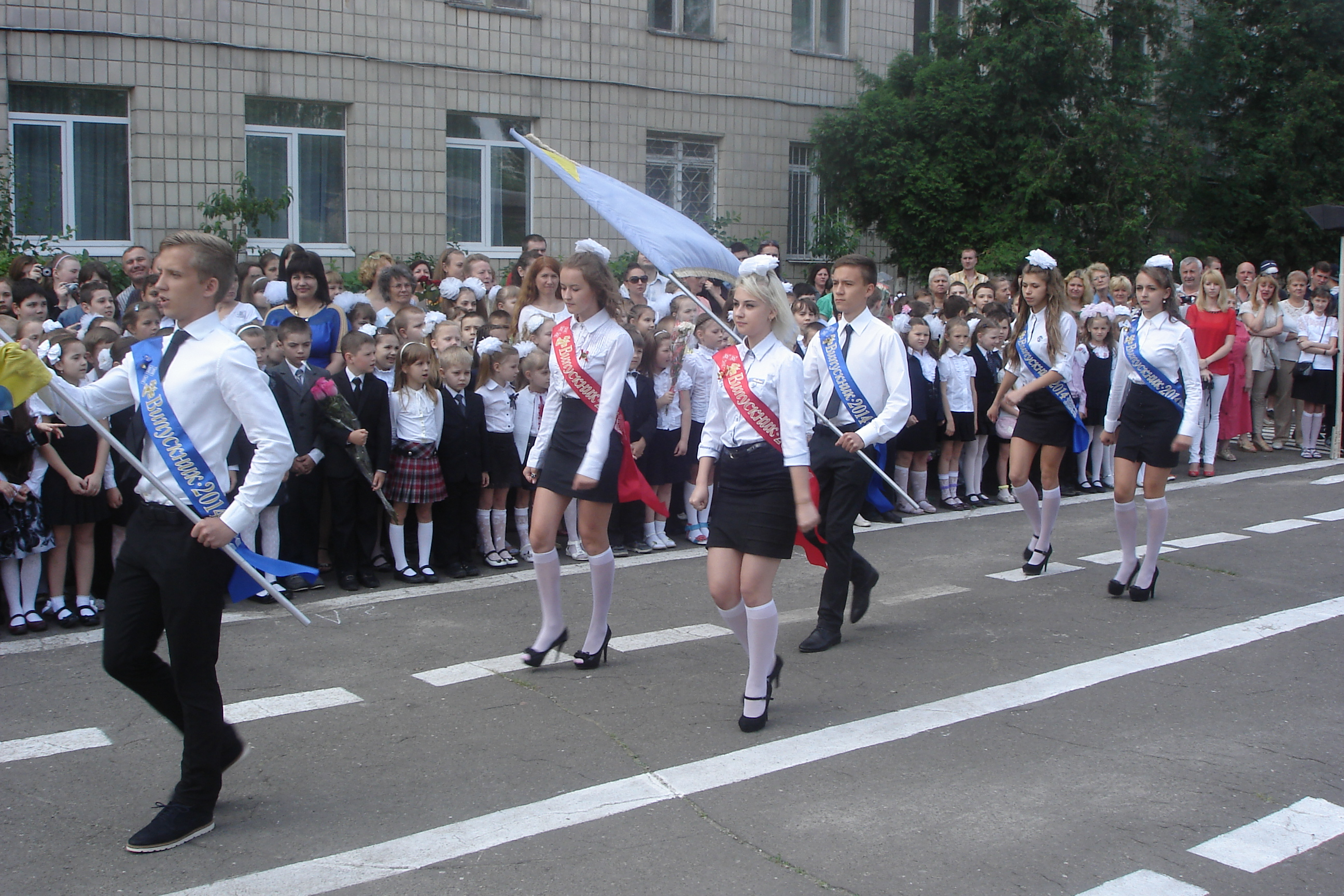
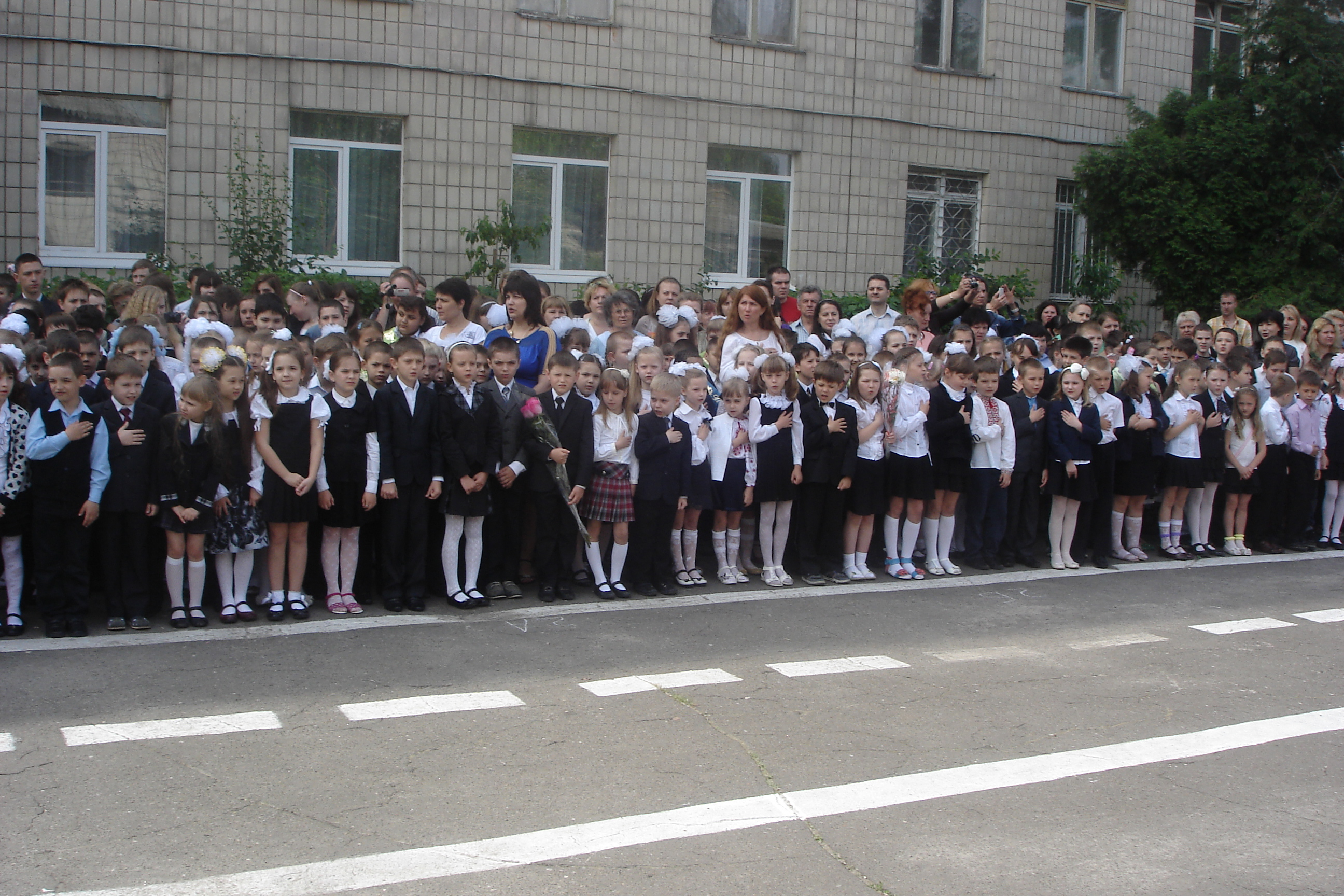
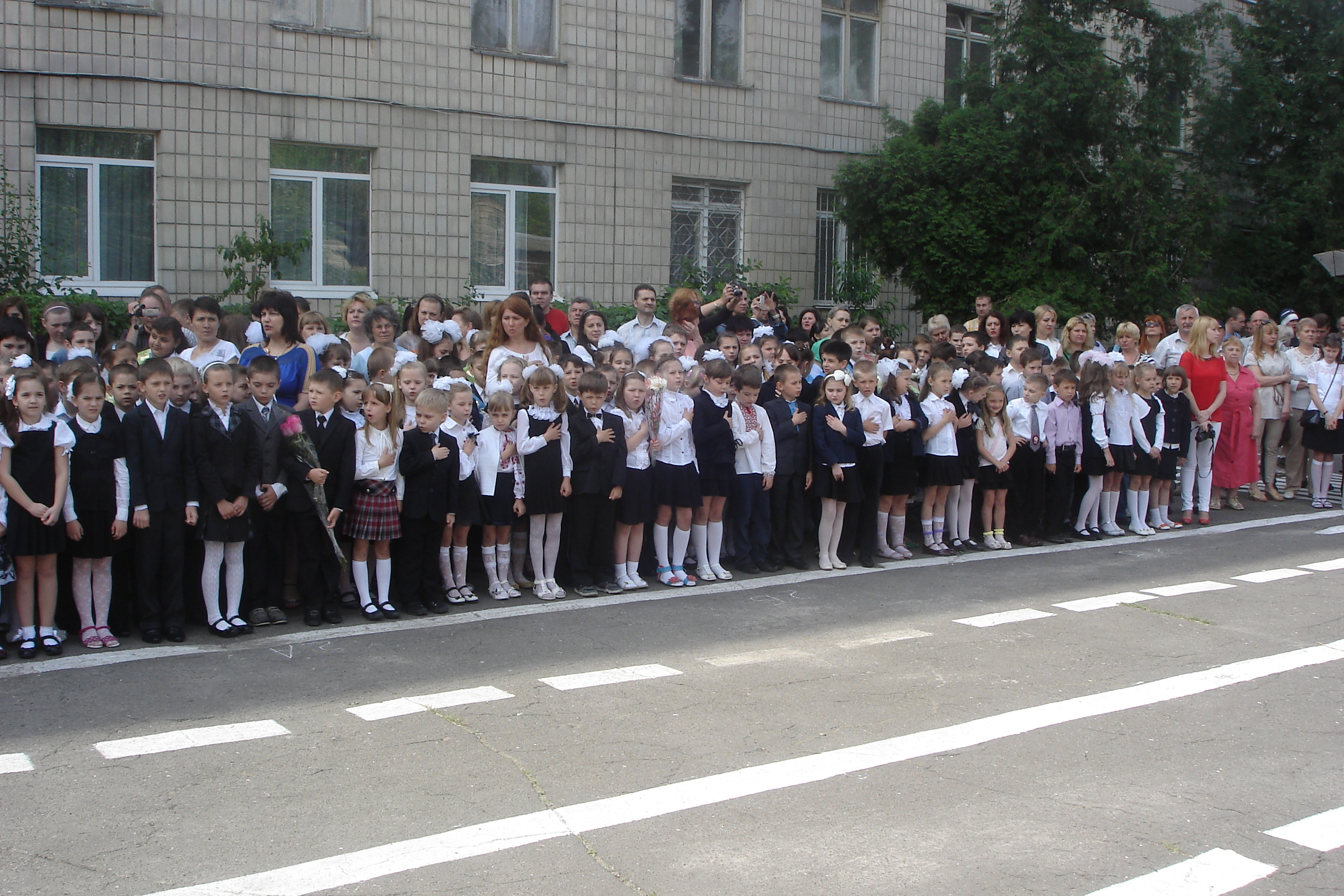
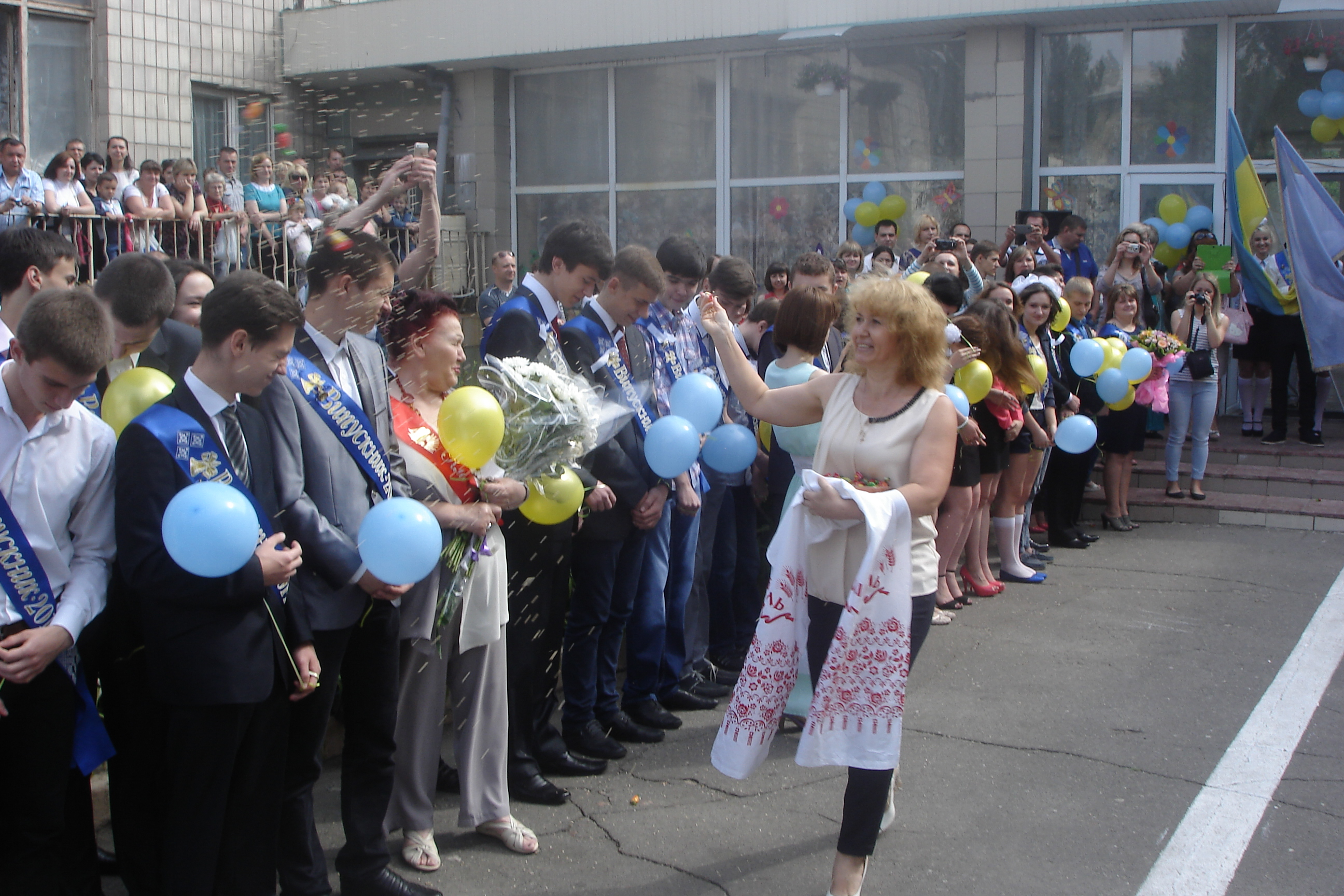
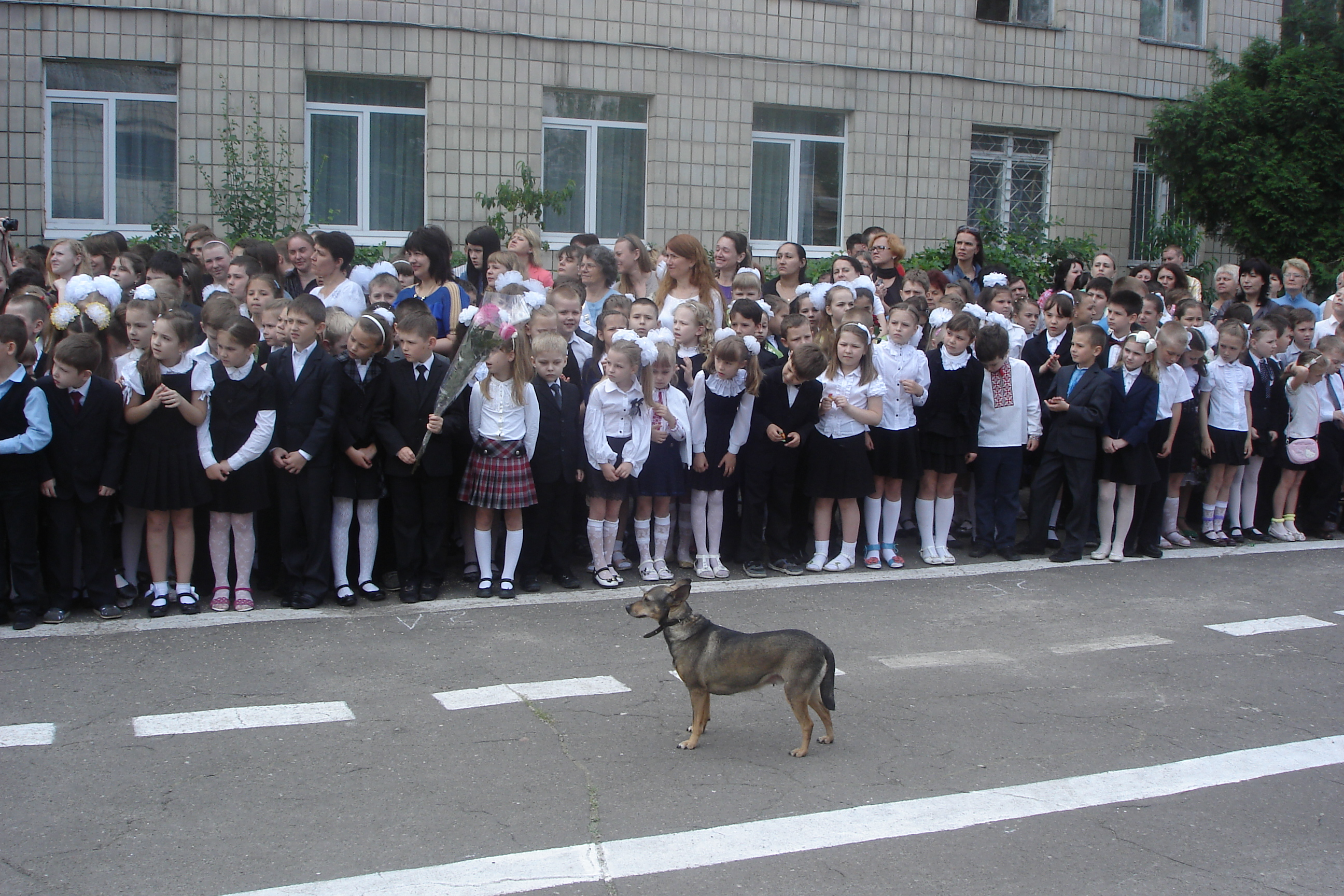
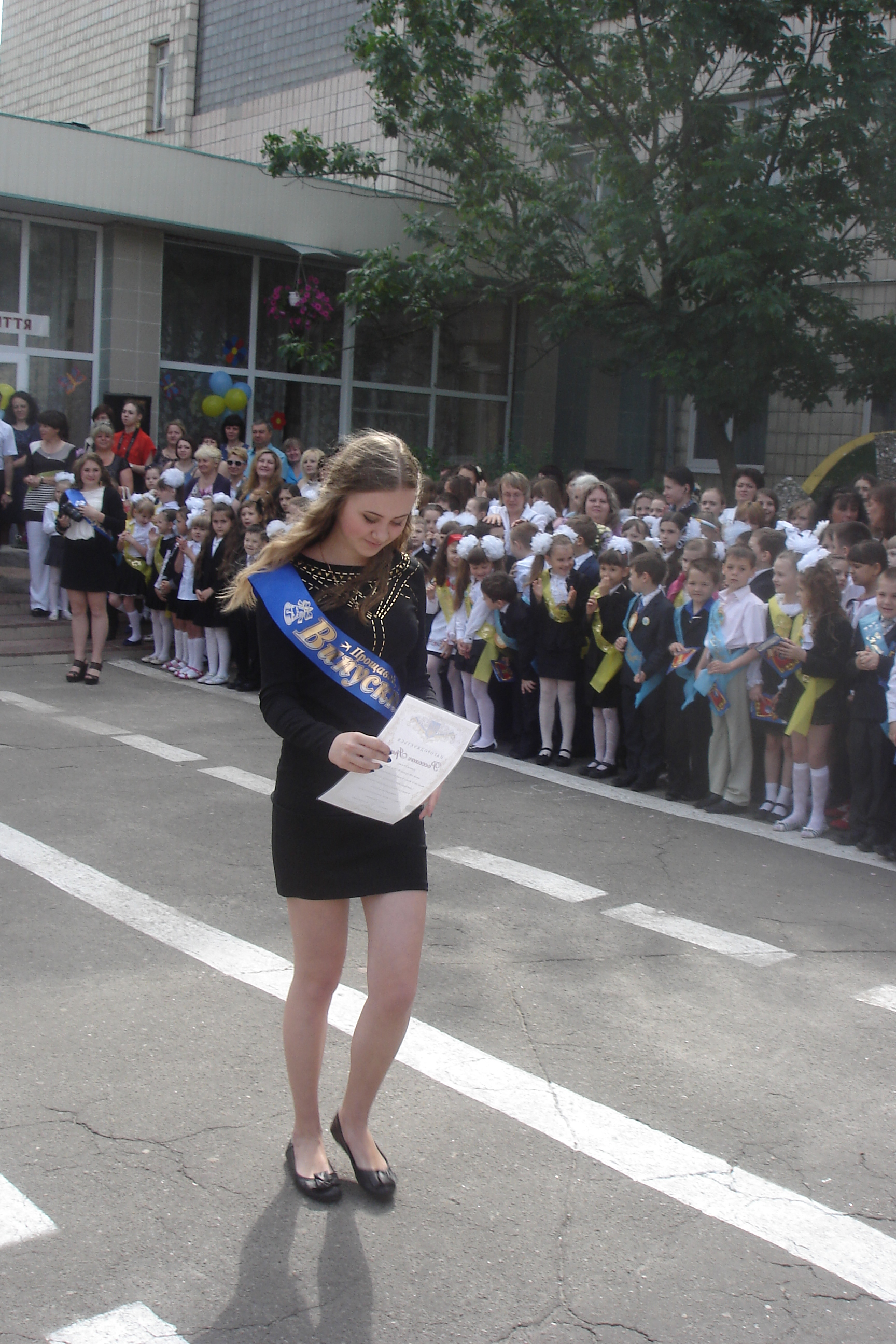
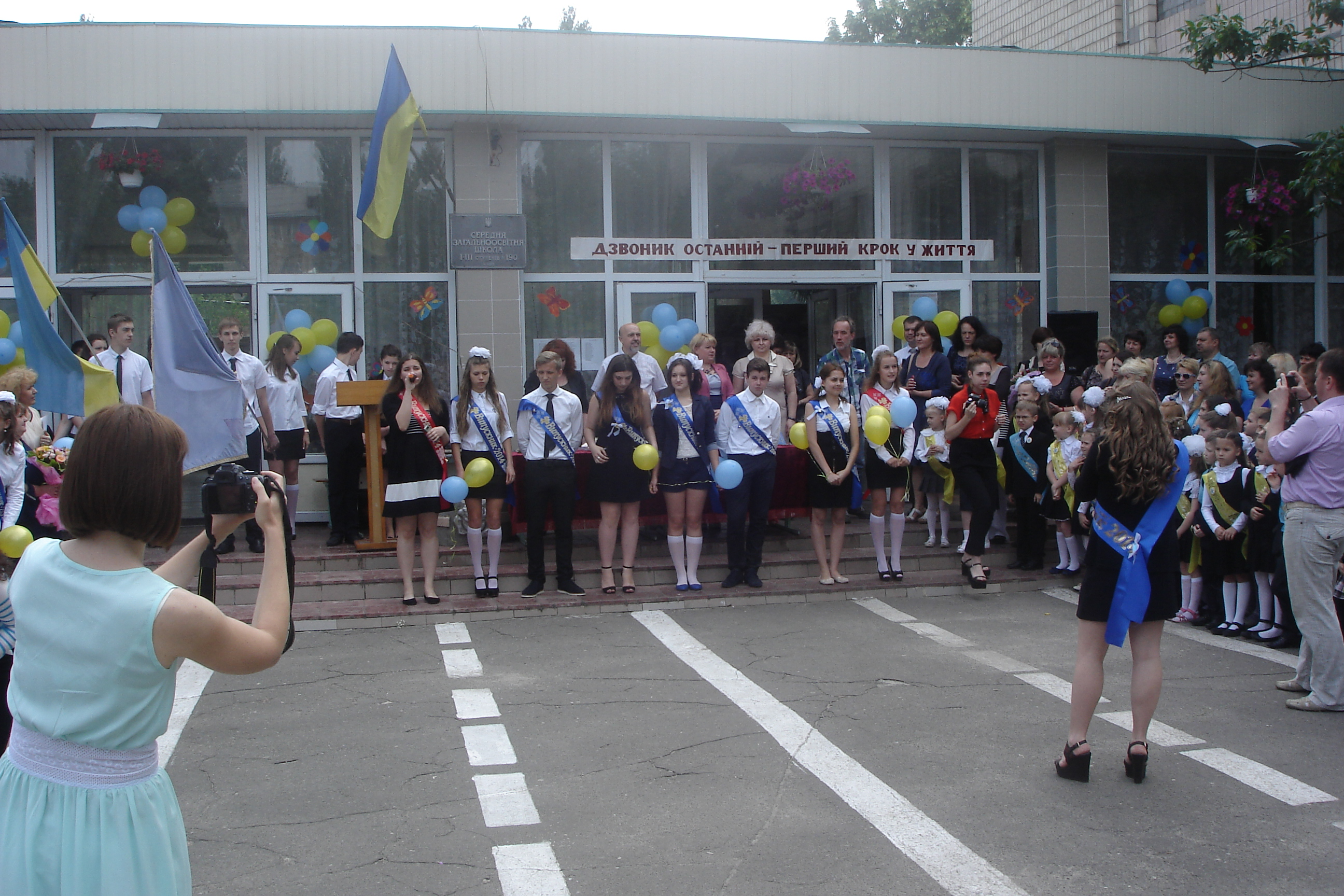
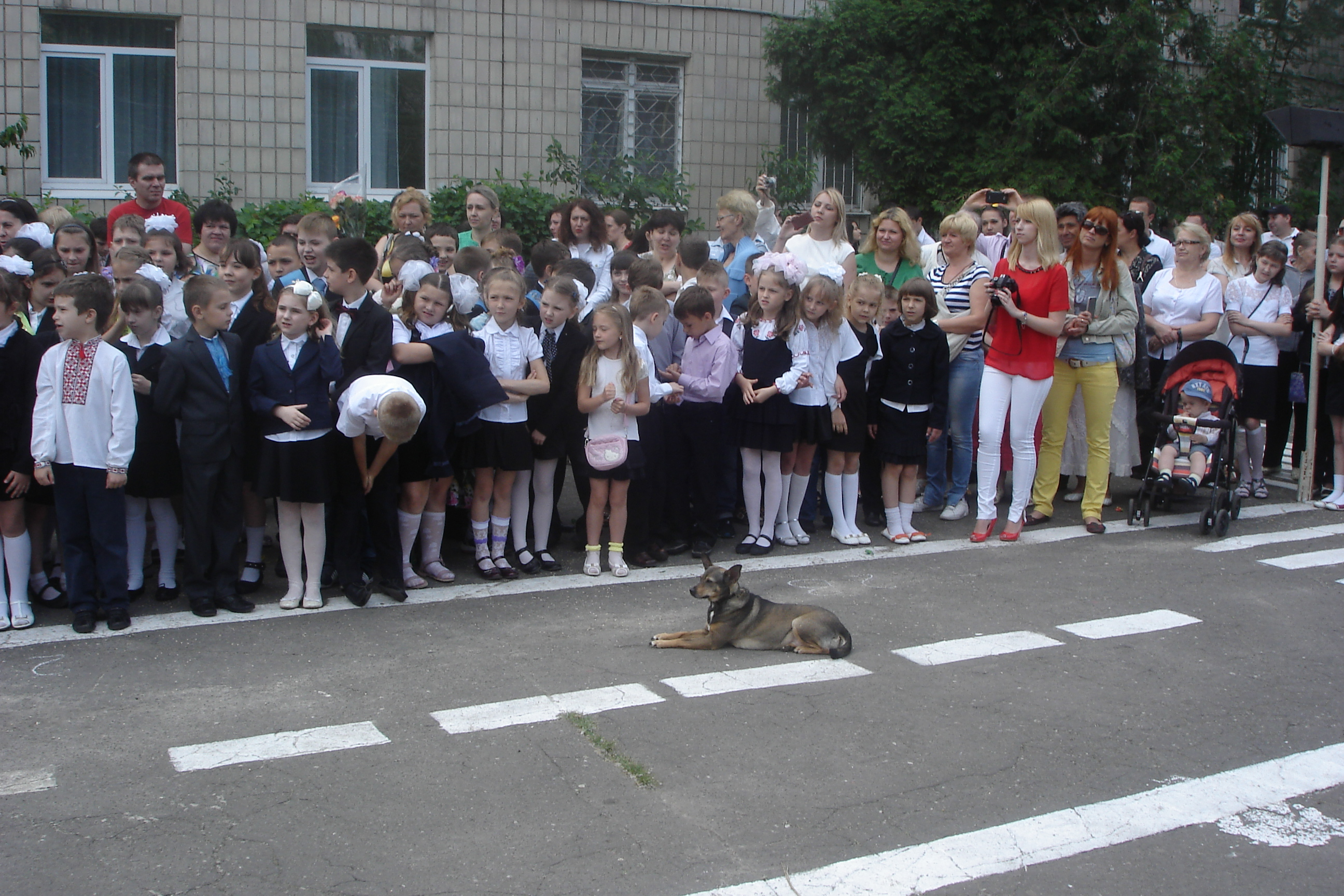
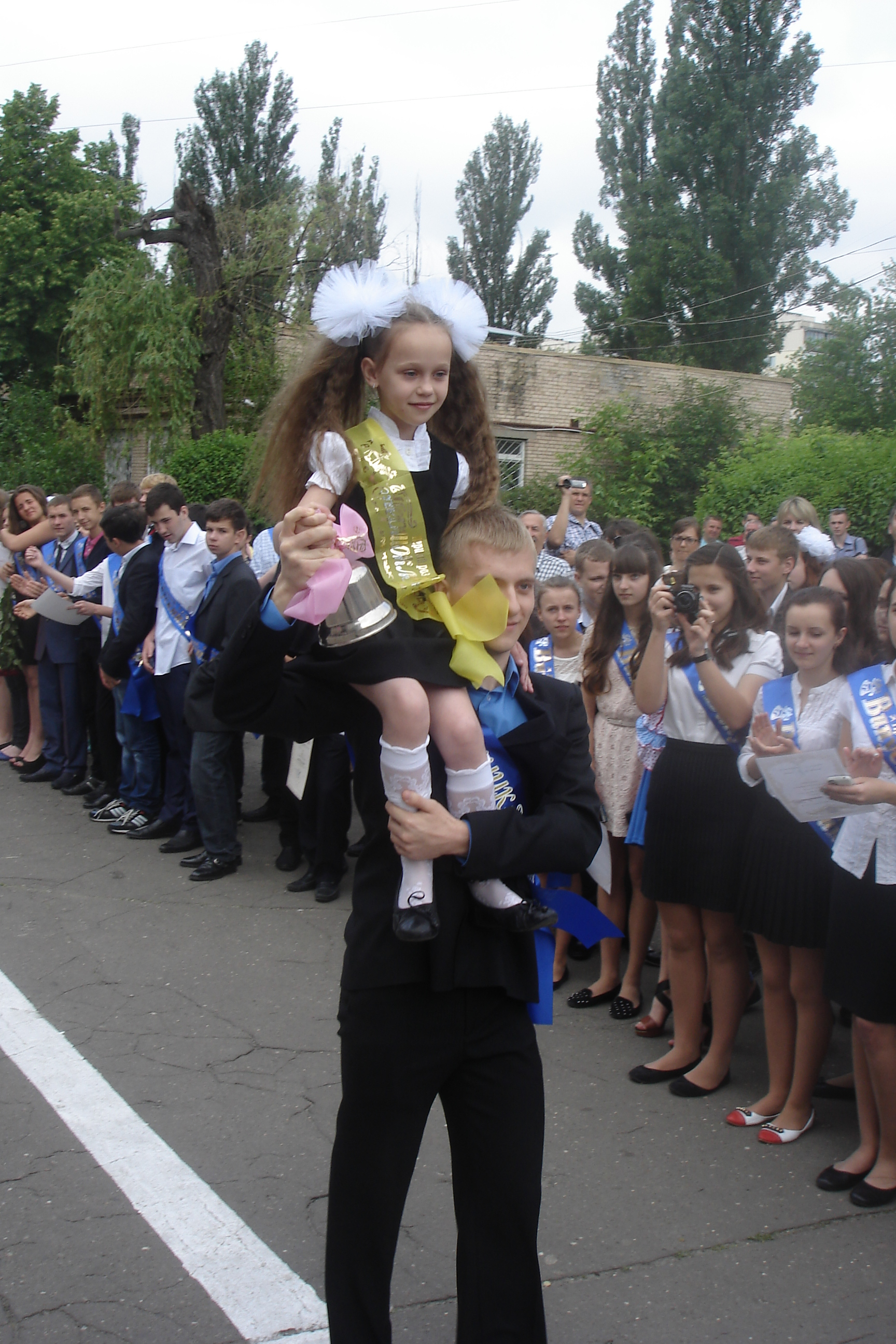
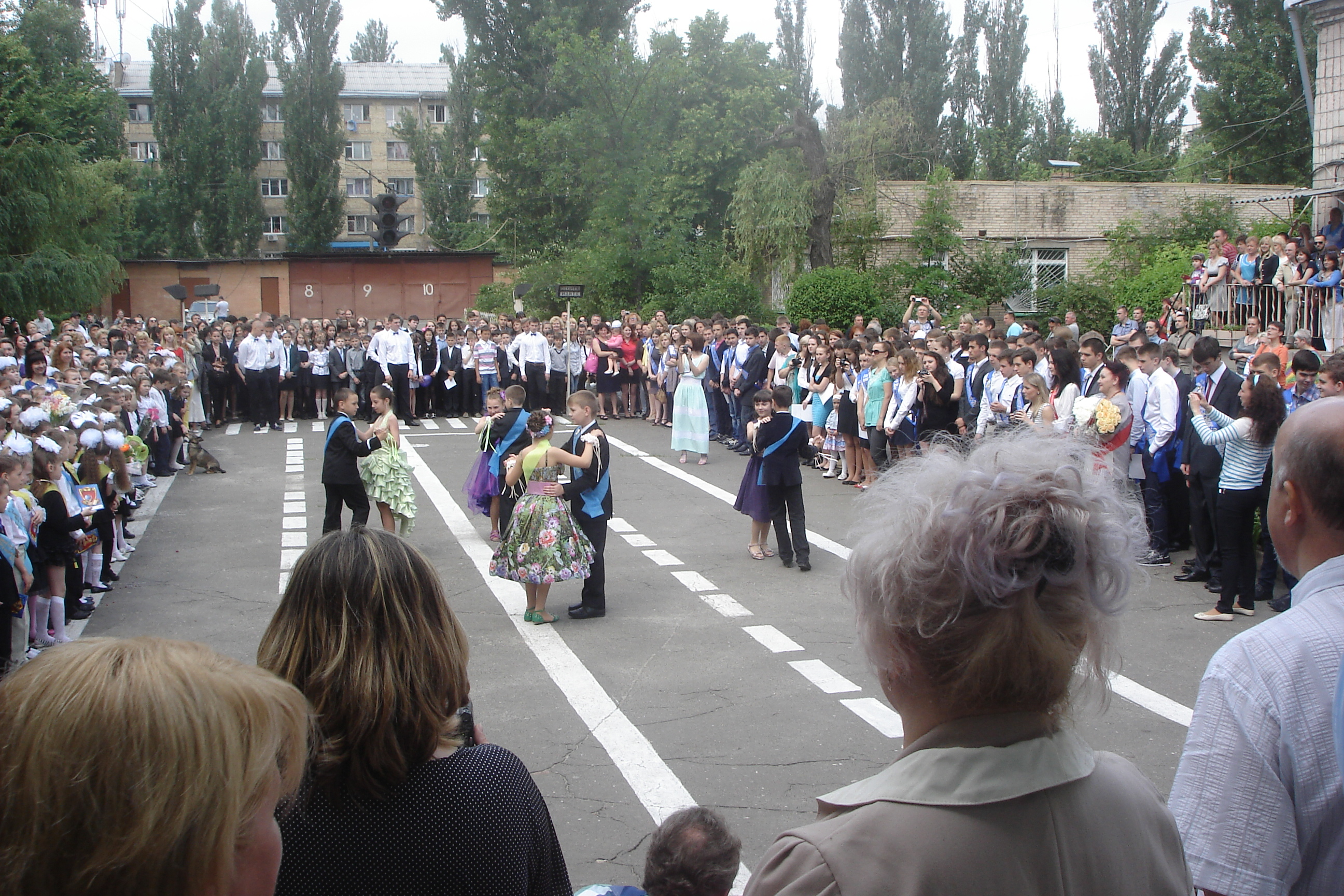
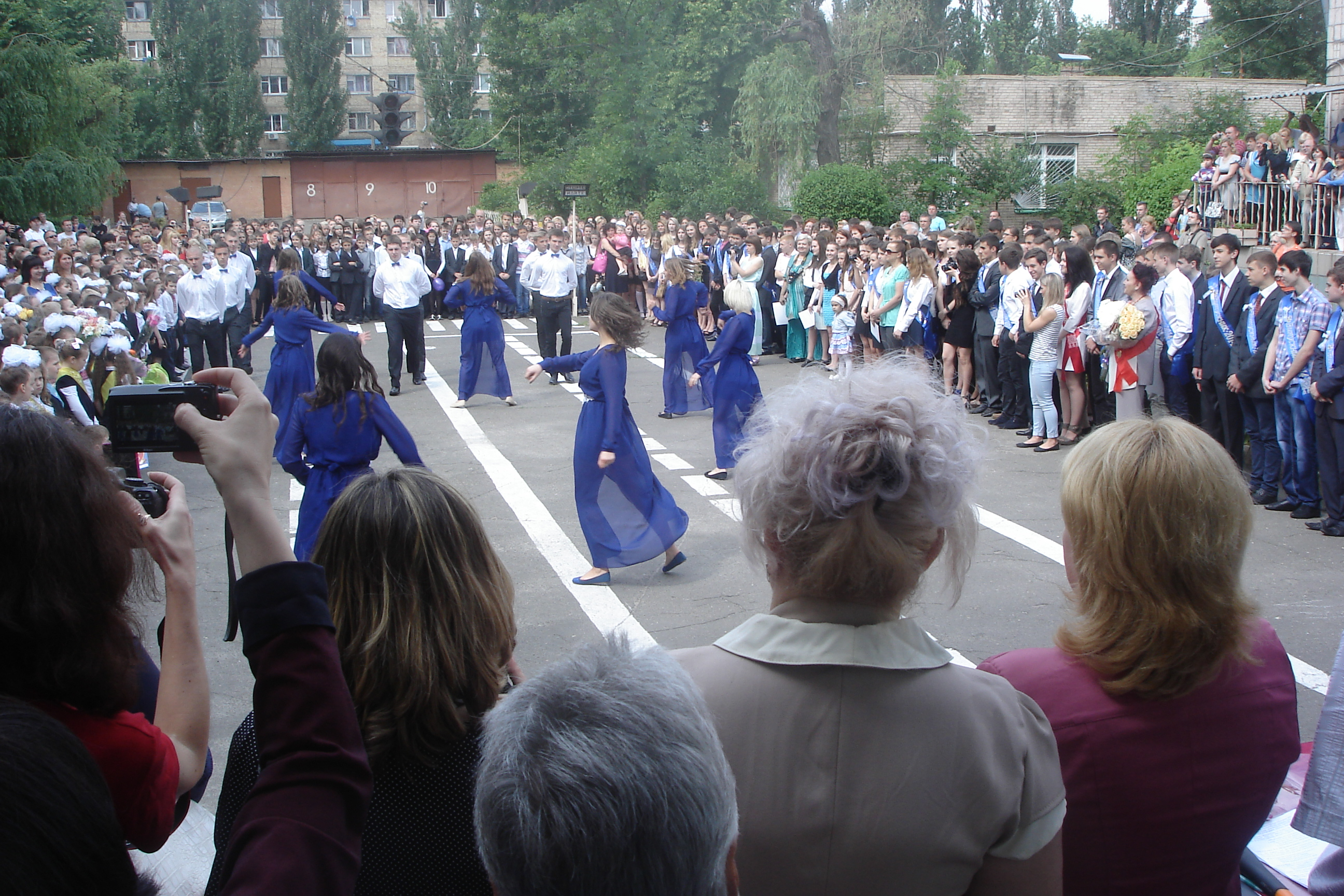